# William Styron
William Clark Styron, Jr. (Newport News, Virginia, 11 de junio de 1925-Martha’s Vineyard, Massachusetts, 1 de noviembre de 2006), conocido como William Styron, fue un novelista y ensayista estadounidense que ganó importantes premios literarios por su trabajo.
Además de su libro de memorias Esa visible oscuridad (Darkness Visible, 1990), Styron es conocido sobre todo por tres novelas: Tendidos en la oscuridad (Lie Down in Darkness, 1951), escrita a los veinticinco años; la ganadora del Premio Pulitzer Las confesiones de Nat Turner (The Confessions of Nat Turner, 1967), narrada por Nat Turner, el líder de una revuelta de esclavos que tuvo lugar en Virginia en 1831, y La decisión de Sophie (Sophie's Choice, 1979), en la que trata el tema del Holocausto.

## Biografía

### Comienzos
Styron nació en el distrito histórico de Hilton Village de Newport News, Virginia, no muy lejos del lugar en donde tuvo lugar la rebelión de esclavos de Nat Turner, que más tarde sería la base de una de sus novelas más conocidas y polémicas. Aunque los abuelos paternos de Styron habían sido propietarios de esclavos, su madre, Pauline Margaret (Abraham) procedente del norte de Estados Unidos, y su padre, William Clark Styron sureño pero liberal, le dieron una perspectiva de las relaciones raciales poco usual en su generación. La infancia de Styron fue difícil: su padre, ingeniero naval, sufría de depresión, y su madre murió de cáncer de mama antes de cumplir los cuarenta años. 
Su padre lo envió a la Christchurch School, un instituto preuniversitario de la región de Tidewater, en Virginia. Cuando se graduó, ingresó en el Davidson College, pero dejó los estudios para enrolarse en la marina cuando estaba concluyendo la Segunda Guerra Mundial. Aunque alcanzó el grado de teniente, no llegó a combatir, ya que Japón se rindió cuando su barco acababa de zarpar de San Francisco. Ingresó en la Universidad de Duke, donde en 1947 se graduó en Literatura inglesa. Fue también en esta época cuando publicó su primera obra, un relato con evidentes influencias de William Faulkner, en una antología de relatos de estudiantes.

### Primeras novelas
Tras su graduación, trabajó como editor para la editorial McGraw-Hill, en Nueva York. Más tarde evocaría con ironía este trabajo en un pasaje autobiográfico al inicio de La decisión de Sophie. Finalmente, provocó su despido, y empezó a trabajar en su primera novela, Tendidos en la oscuridad (Lie Down in Darkness, 1951). La novela tuvo un gran éxito de crítica, y fue galardonada con el Rome Prize, y el American Academy of Arts and Letters. Fue llamado de nuevo a filas debido a la guerra de Corea, aunque se le dispensó del servicio por problemas de vista. Más tarde utilizó su experiencia militar en Camp Lejeune, en Carolina del Norte, para su novela corta The Long March, que se publicó por entregas en 1953. 
Pasó una larga temporada en Europa. En París hizo amistad con Romain Gary, George Plimpton, Peter Matthiessen, James Baldwin, James Jones, e Irwin Shaw, entre otros. El grupo fundó la conocida Paris Review en 1953. En Italia contrajo matrimonio con la escritora Rose Burgunder en la primavera del mismo año. 
Sus experiencias durante esta época están presentes en su novela Esta casa en llamas (Set This House on Fire, 1960), acerca de la vida de un estadounidense en Italia. La novela recibió críticas encontradas, entre ellas algunas muy negativas.

### La polémica de Nat Turner
Las dos siguientes novelas de Styron, publicadas entre 1967 y 1979, generaron mucha controversia. Herido por haber recibido sus primeras críticas adversas, se demoró bastante tiempo en la preparación de su siguiente novela, las memorias ficticias de un personaje histórico, el esclavo rebelde Nat Turner. Durante este período de preparación se hospedó en su casa el novelista afroamericano James Baldwin, que escribió por entonces su obra Otro país (Another Country). Irónicamente, Otro país recibió críticas por parte de sectores afroamericanos por haber utilizado su autor a un protagonista blanco. Baldwin previó que Styron tendría problemas similares. «Bill va a recibir por ambos lados», dijo a la prensa inmediatamente después de la publicación de la novela de Styron. 
Sus palabras resultaron proféticas. A pesar de las defensas públicas que de la novela hicieron el propio Baldwin y Ralph Ellison, varios críticos afroamericanos tildaron de estereotipo racista el retrato que Styron hacía de Nat Turner. Fue especialmente controvertido un pasaje en el que Turner fantasea sobre la violación de una mujer blanca, que varios críticos relacionaron con la justificación tradicional en el Sur para cometer linchamientos de negros. Por otro lado, muchos críticos valoraron positivamente la novela, que logró un importante éxito de ventas, e incluso obtuvo, en 1968, el Premio Pulitzer.

### Últimas obras
Aunque su siguiente novela, La decisión de Sophie (Sophie's Choice, 1979), levantó menos polémica que Las confesiones de Nat Turner, su elección de una víctima no judía de los campos de concentración para tratar el tema del Holocausto fue objeto de controversia. La novela, que relata la historia de Sophie, una polaca católica superviviente de Auschwitz, y de su admirador Stingo, fue un éxito internacional, y fue premiada con el National Book Award en 1980. La versión cinematográfica dirigida por Alan J. Pakula en 1982 fue nominada a cinco Premios Óscar, entre ellos el de mejor actriz, que ganó Meryl Streep por su papel de Sophie.
En 1986 obtuvo el Prix mondial Cino Del Duca. Ese mismo año, cayó en una profunda depresión, que recrearía posteriormente en sus memorias, Esa oscuridad visible (Darkness Visible, 1990). Entre el resto de sus obras se encuentran una pieza teatral, In the Clap Shack (1973) y una colección de ensayos, This Quiet Dust (1982).
Murió de neumonía, a los 81 años de edad, en la isla de Martha's Vineyard.

## Obras
- Tendidos en la oscuridad (Lie Down in Darkness, 1951) Trad. al español: Barcelona, Plaza & Janés, 1983
- La larga marcha (The Long March, 1956) Trad. al español: México, Joaquin Mortiz, 1965
- Esta casa en llamas (Set This House on Fire, 1960) Trad. al español: Buenos Aires, Sudamericana, 1961; Barcelona, Grijalbo, 1984; Anagrama, 1992
- Las confesiones de Nat Turner (The Confessions of Nat Turner, 1967) Trad. al español: Barcelona, Lumen, 1966; Círculo de Lectores, 1968; La otra orilla, 2008
- In the Clap Shack (1973)
- La decisión de Sophie (Sophie's Choice, 1979) Trad. al español: Barcelona, Grijalbo, 1983. Barcelona, La otra orilla, 2007
- Shadrach (1979)
- This Quiet Dust and Other Writings (1982; amp. 1993)
- Esa visible oscuridad: memoria de la locura (Darkness Visible: A Memoir of Madness, 1990). Trad. al español: Madrid, Mondadori, 1991
- Una mañana en la costa: tres historias de juventud (A Tidewater Morning: Three Tales from Youth, 1993). Trad. al español: Barcelona, Mondadori, 1995
- Inheritance of Night: Early Drafts of Lie Down in Darkness (1993)
- Habanos en Camelot: crónicas personales (Havanas in Camelot: Personal Essays, 2008) Trad. al español: Barcelona, La otra orilla, 2009
- El viaje suicida (The Suicide Run: Fives Tales of the Marine Corps, 2009) Trad. al español: Barcelona, La otra orilla, 2009
- Selected Letters of William Styron (2012)
- My Generation: Collected Nonfiction (2015)